# Tubariomyces
Tubariomyces — рід грибів родини іноцибові (Inocybaceae). Назва вперше опублікована 2010 року.

## Класифікація
До роду Tubariomyces відносять 4 види:
- Tubariomyces australiensis
- Tubariomyces hygrophoroides
- Tubariomyces inexpectatus
- Tubariomyces similis